# Vulpes vulpes dolichocrania
Vulpes vulpes dolichocrania es una subespecie de  mamíferos carnívoros  de la familia Canidae.

## Distribución geográfica
Se encuentra en Siberia.